# Счастливый фермер
«Счастливый фермер» — одна из популярных flash-игр социальной сети «ВКонтакте», изданная компанией i-Jet Media. Участниками игры на июнь 2010 года являлись более 8 миллионов пользователей. Также приложение было в социальной сети «Мой Мир@mail.ru», где участниками игры по состоянию на конец октября 2010 года являлось около 7,9 миллионов человек. Игра была бесплатной, однако доступ к некоторым возможностям игры (например, к покупке собаки, охраняющей урожай) можно было получить только за «голоса» во «ВКонтакте», которые можно было приобрести, отправив платное SMS или заплатив в терминале (при этом периодически платеж приходилось повторять). Позже также была добавлена функция «Кредит», благодаря которой можно было взять животное сразу же, но также вам давалось определённое время для выплаты кредита.
5 октября 2011 года компания I-jet официально заявила о закрытии проекта «Счастливый фермер». На все вопросы игроков был дан категоричный ответ: «Нет средств для поддержания проекта».
Игра являлась переводом китайской игры Happy Harvest, разработанной Elex, и была выпущена в России в апреле 2009 года. Закрытие проекта было в частности связано с прекращением работы над проектом оригинальных китайских разработчиков, случившееся за полгода до этого.

## Возможности игры
- Выращивать различные овощи, фрукты, цветы.
- Увеличивать свой уровень опыта за счёт посадки и сбора урожая.
- Зарабатывать внутриигровую валюту за счёт продажи собранного (или украденного у своих друзей) урожая.
- Разводить домашних животных, таких, как курица, свинья, корова, заяц, голубь, утка, баран, лошадь, коза, страус или осёл.
- Увеличивать количество грядок, повышая производительность фермы.
- Возможность взять в кредит игровые вещи (декорации, животные и т.д).
- Путешествие в шахты.

## Особенности игры
В игре «Счастливый фермер» есть возможность играть в компании со своими друзьями, помогая им ухаживать за своей фермой, или наоборот, подсаживать им сорняки, подбрасывать огородных вредителей, а также воровать часть выращенного ими урожая. Краже может помешать собака.
Периодически необходимо следить за своей фермой, удаляя сорняки и вредителей, делая полив высохшей почвы, так как от этих вредоносных факторов может уменьшиться урожайность.
Для любителей красивых декораций в игре есть возможность приобретения за игровые монеты различных фоновых рисунков для различных элементов фермы, таких, как пейзаж, дом, конура, забор, цветник, созданные для украшения. Покупка таких декораций также приносит небольшое количество игрового опыта.
Также в игре появился Завод чипсов Lay's и Фруктовый завод, где выращенные фрукты можно преобразовать в сок, который даёт больше денег от продажи.

## Оценки игры пользователями и обозревателями
Игра получила в целом положительную оценку пользователей и обозревателей, и в первые годы была самой популярной игрой в Вконтакте, выручка от неё в 2009 году составила 20 млн долларов (половина из которых по условиям лицензирования API соцсети досталась владельцам ВКонтакте). Так, обозреватель сайта gamestyle.ru пишет, что, несмотря на некоторые недоработки, «игра „Счастливый фермер“ по праву занимает первое место в списке приложений социальной сети „В Контакте“», обращая внимание на лёгкий для понимания сюжет и возможность взаимодействия с друзьями.
С игрой также ознакомился известный российский политик Владимир Жириновский, который заметил следующее: «Хорошая игра, правильная. Вырасти огород, укради у соседа. Но почему нельзя грамотность проверить? „Семяна“, „потвердить“, вы где такие слова выучили? Хотел поиграть, но ошибок не выношу. Исправляйте. А задумка хорошая».

## Интересные факты
- 4 сентября 2009 года по неизвестным причинам в игре произошёл сбой, приведший к потере у многих пользователей накопленных показателей[8].